# Вятич-Бережных, Дамир Алексеевич
Дамир Алексеевич Вя́тич-Бережны́х (1925—1993) — советский кинорежиссёр и сценарист. Заслуженный деятель искусств РСФСР (1986). Член КПСС с 1954 года.

## Биография
Родился 26 декабря 1925 года в Москве.
Участник Великой Отечественной войны (с лета 1944 года).
В 1951 году окончил режиссёрский факультет ВГИКа (мастерская И. А. Савченко).
В 1951—1955 годах — режиссёр киностудии «Моснаучфильм». С 1955 года на «Мосфильме». Большинство фильмов мастера посвящено Великой Отечественной войне. Много экранизировал произведения Б. Н. Полевого.
В 1961—1963 годах — художественный руководитель и консультант киностудии «Монголкино» (МНР).
Похоронен на Ваганьковском кладбище (уч. 58).

## Награды и премии
- Орден Отечественной войны 1-й степени (1985).
- Медаль «За отвагу» (14.09.1944).
- Заслуженный деятель искусств РСФСР (1986).

## Фильмография
Режиссёр:
1. 1956 — Илья Муромец (второй режиссёр)
2. 1957 — Хождение за три моря (второй режиссёр)
3. 1960 — Нормандия-Неман (второй режиссёр)
4. 1964 — Я — «Берёза»
5. 1966 — По тонкому льду
6. 1967 — Доктор Вера
7. 1968 — Люди, как реки...
8. 1969 — Золото
9. 1972 — Пётр Рябинкин
10. 1976 — Стажёр
11. 1978 — Встретились…
12. 1980 — Корпус генерала Шубникова
13. 1983 — Ворота в небо
14. 1984 — Последний шаг

Автор сценария:
1. 1967 — Доктор Вера
2. 1969 — Золото
3. 1972 — Пётр Рябинкин